# The Blacklist
The Blacklist is een Amerikaanse misdaadserie die op 23 september 2013 van start ging op NBC.
Seizoen 1 tot en met 10 van The Blacklist is te zien op Netflix.

## Verhaal
Seizoen 1:
Raymond "Red" Reddington is Amerika's meest gezochte crimineel. Deze oud-overheidsmedewerker heeft 20 jaar geleden besloten om de andere kant te bewandelen en in die 2 decennia is hij uitgegroeid tot de 'Concierge of Crime', een handelaar die alles en iedereen met elkaar verbindt, maar zelf altijd buiten schot blijft. Op een dag heeft hij er echter genoeg van. Hij heeft in die 20 jaar een lijst samengesteld van criminelen die veel gevaarlijker zijn dan iedereen ook maar denkt. Deze criminelen zijn onvindbaar voor FBI en CIA, omdat niemand ze kent behalve Red. Hij besluit zich zelf aan te geven bij de FBI en wordt dan naar het "Postkantoor" gebracht, een black-site waar de FBI een geheim taskforce heeft gevestigd. Hij wordt ingesloten en Harold Cooper, adjunct-directeur van de FBI en hoofd van Black-site, probeert hem te ondervragen, maar Red wil alleen maar samenwerken met Elizabeth "Liz" Keen, een jonge en pas afgestudeerde profiler van de FBI. De reden daarvoor houdt hij angstvallig geheim, maar hij laat wel merken dat hij meer en meer weet over Liz en haar huwelijk met Tom Keen. Hij laat haar door heel Amerika rennen om de ene na de andere gevaarlijke crimineel op te pakken, maar het wordt haar langzaam maar zeker ook duidelijk dat Red zijn eigen agenda heeft omtrent het oprollen van de grote criminelen. Ondertussen moet Red alle zeilen bijzetten om Liz te redden uit gevaar van haar huwelijk met Tom en af en toe wordt er een tipje van de sluier opgelicht over het verleden van Reddingtons familie en het verband tussen hem en Elizabeth Keen.
Seizoen 2:
Elizabeth Keen en Reddington proberen de Cabal te ontmantelen. Aan het hoofd van deze organisatie staan machtige mannen. De Cabal probeert Lizzy op te laten draaien voor een gifmoord. Nadat Elizabeth een topfiguur van de Cabal en tevens minister vermoordt, moet ze vluchten voor haar eigen FBI-team. Ressler doet er alles aan om haar gevangen te nemen. Om de organisatie te stoppen moet de Fulcrum, een chantage databank, gevonden worden, waarvan Elizabeth de sleutel heeft. Deze sleutel bevindt zich in haar oude teddybeer. Er geraakt meer gekend over de ware identiteit van Elizabeth Keen: haar moeder was een Russische spionne, Katerina Rostova, en haar echte naam Masha. Op de avond van de brand heeft Elizabeth als jong kind haar eigen vader vermoord.
Het team slaagt er in om Elizabeth gevangen te nemen, net voor de Cabal. Ze zal worden berecht. Dankzij het vrijgeven van de Fulcrum door Red wordt Elizabeth gedeeltelijk gevrijwaard. Enkel voor de moord op de minister krijgt ze een voorwaardelijke straf en kan ze daardoor geen FBI-agente meer zijn. Ze wordt, net als Red, als consultant gebruikt. Via snode plannen kan Reddington de Cabal en zijn leider definitief stoppen.
In seizoen 3 is te zien hoe Elizabeth Keen bevalt van een dochter. Een paar uur na de bevalling krijgt ze complicaties en moet ze naar het ziekenhuis. Maar door oponthoud door vijanden slagen ze er niet in om binnen de tijd Elizabeth Keen binnen te brengen in het ziekenhuis. 
Hierdoor laten ze zien dat Elizabeth dood is, maar twee afleveringen later blijkt dat ze haar dood in scène had gezet om aan Reddington en andere criminelen te ontsnappen. Omdat Mr. Kaplan Elizabeth heeft geholpen kan Reddington haar niet meer vertrouwen.
In seizoen 4 besluit Reddington na een aantal afleveringen Mr. Kaplan te vermoorden. Dit overleeft ze. Ze neemt wraak op Reddington door criminelen tegen hem te keren of te vermoorden met behulp van andere criminelen. Aan het eind van het seizoen gaf Mr. Kaplan, voordat ze dood ging, Tom Keen de opdracht om naar een bepaalde kluis te gaan. Daar vond Tom een koffer. In deze koffer zaten botten.
In het vijfde seizoen ging Tom op onderzoek uit en kwam daardoor in de handen van Ian Garvey die er alles aan deed om te weten wat de botten betekende voor Reddington. Ian Garvey vermoordt Tom Keen en doet een poging om Elizabeth te vermoorden. Hierdoor belandt ze in een coma. De rest van het seizoen neemt Elizabeth wraak en zoekt uit wie er achter Toms dood zit. Met hulp van Jenifer en Sutton Ross komt ze erachter dat Raymond Reddington niet de echte Raymond Reddington is maar een bedrieger.
In seizoen 6 gaan Elizabeth en Jenifer op onderzoek wie de Raymond die zij kennen echt is. Samen maken ze een plannetje zodat Reddington wordt opgepakt en hierdoor krijgt hij de doodstraf. Doordat hij, met veel moeite vanuit de gevangenis, een complot ontdekt wordt de doodstraf opgeheven. Dembe komt erachter dat Elizabeth achter de arrestatie zat en houdt dit voor haar geheim. Na ondervragingen van verschillende bondgenoten besluit Dembe actie te ondernemen met Elizabeth. Hij vertelt haar dat als ze het niet zegt dat er dan meer doden zullen vallen. Hierdoor besluit Elizabeth om de waarheid tegen Reddington te vertellen over dat zij de politie ingeschakeld had. Ondertussen heeft ze meer informatie over wie connecties had met Reddington. Zo komt ze erachter dat Dommenick haar opa is en gaat bij hem op bezoek. Hij vertelt dat Reddington eigenlijk Ilya Koslov is, een Russische KGB agent die een relatie met Katerina Rostova had. Door het onderzoek van Elizabeth zijn er meerdere mensen op zoek gegaan. Door deze vragen denkt Reddington dat Katerina in gevaar is en hij zoekt haar op in Frankrijk.

## Rolverdeling
 Hoofdrol
 Bijrol
| Acteur                                          | Personage                        | Aantal afleveringen | Aantal afleveringen | Aantal afleveringen | Aantal afleveringen | Aantal afleveringen | Aantal afleveringen | Aantal afleveringen | Aantal afleveringen | Aantal afleveringen |
| Acteur                                          | Personage                        | S1                  | S2                  | S3                  | S4                  | S5                  | S6                  | S7                  | S8                  | Totaal              |
| ----------------------------------------------- | -------------------------------- | ------------------- | ------------------- | ------------------- | ------------------- | ------------------- | ------------------- | ------------------- | ------------------- | ------------------- |
| James Spader                                    | Raymond "Red" Reddington         | 22                  | 22                  | 23                  | 22                  | 22                  | 22                  | 18                  | 3                   | 154                 |
| Diego Klattenhoff                               | Donald Ressler                   | 22                  | 22                  | 22                  | 21                  | 22                  | 21                  | 19                  | 3                   | 152                 |
| Harry Lennix                                    | Harold Cooper                    | 22                  | 22                  | 22                  | 21                  | 22                  | 21                  | 18                  | 3                   | 151                 |
| Hisham Tawfiq                                   | Dembe Zuma                       | 21                  | 21                  | 22                  | 22                  | 22                  | 20                  | 18                  | 3                   | 149                 |
| Megan Boone                                     | Elizabeth "Liz" Keen             | 22                  | 22                  | 19                  | 21                  | 22                  | 22                  | 19                  | 3                   | 149                 |
| Amir Arison                                     | Aram Mojtabai                    | 18                  | 22                  | 22                  | 21                  | 22                  | 21                  | 18                  | 3                   | 147                 |
| Mozhan Marnò                                    | Samar Navabi                     |                     | 22                  | 22                  | 21                  | 22                  | 14                  |                     |                     | 94                  |
| Ryan Eggold                                     | Tom Keen                         | 21                  | 19                  | 23                  | 15                  | 8                   |                     |                     |                     | 86                  |
| Parminder Nagra                                 | Meera Malik                      | 21                  |                     |                     |                     |                     |                     |                     |                     | 21                  |
| Laura Sohn                                      | Alina Park                       |                     |                     |                     |                     |                     |                     | 12                  | 3                   | 15                  |
| Susan Blommaert                                 | Kate "Mr." Kaplan                | 3                   | 5                   | 6                   | 14                  |                     |                     |                     |                     | 28                  |
| Laila Robins (heden) Lotte Verbeek (flashbacks) | Katerina Rostova                 |                     |                     | 1                   | 1                   |                     | 2                   | 11                  | 3                   | 18                  |
| Adriane Lenox                                   | Reven Wright                     |                     | 10                  | 5                   | 1                   |                     |                     |                     |                     | 16                  |
| Bazzel Baz                                      | Baz                              | 1                   | 3                   | 10                  | 6                   |                     |                     |                     |                     | 16                  |
| Teddy Coluca                                    | Teddy Brimley                    | 1                   | 2                   | 2                   | 3                   | 3                   | 2                   | 3                   |                     | 15                  |
| Deirdre Lovejoy                                 | Cynthia Panabaker                |                     |                     | 4                   | 5                   | 1                   | 3                   | 1                   |                     | 14                  |
| Edi Gathegi                                     | Matias Solomon                   |                     |                     | 13                  |                     |                     |                     |                     |                     | 13                  |
| Clark Middleton                                 | Glen Carter                      |                     | 2                   | 2                   | 3                   | 2                   | 2                   | 1                   |                     | 12                  |
| David Strathairn                                | Peter Kotsiopulos                |                     | 6                   | 6                   |                     |                     |                     |                     |                     | 12                  |
| Valerie Pettiford                               | Charlene Cooper                  |                     | 5                   | 6                   |                     |                     |                     |                     |                     | 11                  |
| Jonny Coyne                                     | Ian Garvey                       |                     |                     |                     |                     | 11                  |                     |                     |                     | 11                  |
| Christine Lahti                                 | Laurel Hitchin                   |                     |                     | 6                   | 3                   | 1                   |                     |                     |                     | 10                  |
| Ulrich Thomsen                                  | Alexander Kirk/Konstantin Rostov |                     |                     | 2                   | 8                   |                     |                     |                     |                     | 10                  |
| Reed Birney                                     | Tom Connolly                     | 1                   | 8                   |                     |                     |                     |                     |                     |                     | 9                   |
| Deborah S. Craig                                | Luli Zeng                        | 9                   |                     |                     |                     |                     |                     |                     |                     | 9                   |
| Brian Dennehy (S3-S7) Ron Raines (S8)           | Dominic Wilkinson                |                     |                     | 1                   | 1                   | 2                   | 2                   | 2                   | 2                   | 8                   |
| Fisher Stevens                                  | Marvin Gerard                    |                     |                     | 3                   | 3                   |                     |                     | 1                   | 1                   | 8                   |
| Piter Marek                                     | Nik Korpal                       |                     | 1                   | 4                   |                     | 3                   |                     |                     |                     | 8                   |
| Benito Martinez                                 | Robert Diaz                      |                     |                     | 3                   | 1                   |                     | 4                   |                     |                     | 8                   |
| Jennifer Ferrin                                 | Anna McMahon                     |                     |                     |                     |                     |                     | 8                   |                     |                     | 8                   |
| Dante Nero                                      | Samuel Aleko                     |                     | 7                   |                     |                     |                     |                     |                     |                     | 7                   |
| Peter Stormare                                  | Milos "Berlin" Kirchoff          | 2                   | 4                   |                     |                     |                     |                     |                     |                     | 6                   |
| Rachel Brosnahan                                | Jolene Parker                    | 6                   |                     |                     |                     |                     |                     |                     |                     | 6                   |